# Thismia labiata
Thismia labiata är en enhjärtbladig växtart som beskrevs av Johannes Jacobus Smith. Thismia labiata ingår i släktet Thismia och familjen Burmanniaceae. Inga underarter finns listade i Catalogue of Life.